# Legio I Macriana Liberatrix
Legio I Macriana Liberatrix was een Romeins legioen dat werd opgericht in 68 door Lucius Clodius Macer en korte tijd later werd ontbonden door de nieuwe keizer Galba.
In april 68 kwamen Vindex, gouverneur van Gallia Lugdunensis, en Galba, gouverneur van Hispania Tarraconensis, in opstand tegen keizer Nero. Kort daarna sloot gouverneur Otho van Hispania Lusitania zich bij de opstandelingen aan.
Door de gebeurtenissen in Europa besloot in april 68 de gouverneur van de provincie Africa, Lucius Clodius Macer, ook in opstand tegen de keizer te komen. Hij sloot zich echter niet aan bij Galba en Vindex, omdat hij zelf keizer hoopte te worden. Macer richtte in Africa een nieuw legioen op: Legio I Macriana liberatrix (Eerste legioen bevrijders van Macer). Daarnaast kon hij beschikken over Legio III Augusta, dat in zijn provincie gestationeerd was. Clodius Macer veroverde Carthago, een haven die voor de toevoer van graan uit Noord-Afrika van levensbelang is voor Rome. Clodius Macer liet de graantransporten naar Rome stoppen, waardoor het in de hoofdstad onrustig werd. Op 9 juni pleegde Nero zelfmoord, waarop Galba werd uitgeroepen tot de nieuwe keizer van het Romeinse Rijk. In oktober arriveerde Galba in Rome: hij liet Clodius Macer nog diezelfde maand door Trebonius Garutianus vermoorden. Het eerste legioen van Macer werd kort daarna door Galba ontbonden.
Het is mogelijk dat keizer Vitellius het legioen na de dood van Galba voor korte tijd opnieuw liet oprichten, hoewel het waarschijnlijker is dat de soldaten van het legioen wel werden opgeroepen, maar daarna bij andere eenheden werden ingedeeld.